# 清水綾乃 (射撃選手)
清水 綾乃（しみず あやの、1990年11月18日 - ）は、日本の女子射撃競技（ライフル射撃）選手である。2022年11月現在の姓名は小笠綾乃。岐阜県岐阜市出身。中央大学卒業。自衛隊体育学校所属の幹部自衛官（2022年11月現在の階級は1等陸尉）。2019年3月現在、日本ライフル射撃協会ライフル・ナショナルチーム（男女各3名）のメンバー。

## 経歴
中学校2年生の冬に、ライフル射撃ナショナルチーム監督である藤井優の講演を聞いたことがきっかけで射撃を始め、家の近くの練習場に通った。岐阜市の私立済美高等学校に射撃のスポーツ推薦で入学した。2007年の秋田国体に出場し、高校新記録で優勝した。翌2008年の大分国体も少年女子の大会新記録で2連覇した。
高校卒業後は中央大学商学部に進学し、射撃部員として全日本女子ライフル射撃選手権大会で2連覇した。
在学中からオリンピックでメダルを獲得することを目標とし、卒業後も競技を続けられる環境として自衛隊体育学校を選び2013年4月に陸上自衛隊に入隊した。
2016年にテヘランで開催されたASC第9回アジアエアガン選手権大会では4位に、2017年にニューデリーで開催されたISSFワールドカップでは6位に、それぞれ入賞した。
2018年4月に韓国・昌原市で開催されたワールドカップでは、「50mライフル3姿勢女子」で5位に入賞した（2019年10月現在、ワールドカップ自己最高成績）。
同年8月にはインドネシアで開催された第18回アジア大会に出場。「10mエアライフルミックス」「女子10mエアライフル個人」および「女子50mライフル3ポジション個人」に出場したが、いずれも予選敗退した。
同年11月にはクウェートで開催された第11回アジアエアガン選手権大会に出場。「10mエアライフル女子60発」では予選敗退したが、男女ペアで競う「10mエアライフルミックス」では岡田直也（ALSOK）と共に銅メダルを獲得した。
2019年4月、ナショナルチーム選考記録会で10mエアライフル女子の日本新記録を樹立し、さらに同年10月の全日本選抜ライフル射撃競技大会で記録を更新した。同年10月の茨城国体では「成年女子10mエア・ライフル伏射（60発）」で大会新記録で優勝した。立射（60発）では一ノ渡桜（アマノ）に次ぐ準優勝。
同年11月、ドーハで開催され、50mライフル3姿勢の東京オリンピック代表の最終選考会を兼ねたアジア選手権に出場。平田しおり（明治大学）の3位、砥石真衣（日立システムズ）の11位に対して18位に終わり、50mの代表入りを逃した。
同月、味の素ナショナルトレーニングセンターで行われた10mエアライフル代表の第1次選考会を2位で通過し、2020年3月に予定されていた最終選考会への出場権を獲得した。
2021年3月、新型コロナウイルス感染症の影響で延期されていた東京オリンピック10mエアライフル代表最終選考会、さらに再最終選考会に臨んだが、代表選出を逃した。
2022年11月、全日本ライフル射撃競技選手権大会の女子50mライフル伏射で優勝した。
2025年2月、アジアンカップ2025バンコク大会の女子50mライフル伏射で銅メダルを獲得した。

## 人物
中央大学在学中に日本テレビ系列の元日バラエティー特番「ウルトラマンDASH!!」に出演し、市販のエアライフルを撃って離れた場所にある蛇口を制限時間以内に閉める企画に挑戦した。
学生時代の競技成績から、自衛隊への入隊と同時に陸曹の階級で体育学校に入って競技に専念することもできた。しかし競技引退後に一般の自衛官として勤務することを見据えて、あえて一般入隊の自衛官候補生として半年間にわたる教育・訓練を受け、さらに体育学校生に選抜されるための集合訓練を受けて入校した。新隊員教育の後期教育は朝霞駐屯地の第305基地システム通信中隊で受けた。